# Laura Caro
Laura Isabel Caro Beltrán (Tijuana, Baja California; 22 de diciembre de 1983), conocida como Laura Caro, es una cantante, compositora, productora musical y actriz mexicana. Se dio a conocer en 2002 como integrante del reality show La Academia en su primera generación, donde obtuvo el noveno lugar de la competencia.
Ha lanzado a la venta dos álbumes discográficos de forma independiente, Libélula en el 2007 y Grandes éxitos en 2009.
En 2012, protagonizó el filme cinematográfico Here Comes the Devil con el cual ganó el premio a Mejor Actriz en el Fantastic Fest. Desde mitad de 2016, ha estado haciendo promoción de su sencillo Que te vaya bien por toda la Républica Mexicana.
En 2017, se reúne nuevamente con sus excompañeros de La Academia, bajo el concepto de Primera Generación con el que realiza un reencuentro tras 15 años de trayectoria artística.
En 2024, ingresa a la gira Generaciones Tour junto a Myriam, Nadia, Erika, Colette, entre otros más.
En 2025, participa en el espectáculo de música Ardidas y dolidos.

## Biografía
Laura Caro nació en la ciudad de Tijuana, Baja California el 22 de diciembre de 1983. Es hija de Laura Beltrán y Julio Chavarría. Es la hija mayor del primer matrimonio de su madre, quién volvió a casarse y dio tres hermanas a Laura: Sara, Alondra y Dalia Chavarria. Desde los 7 años mostró su interés por la música y el canto, a los 12 años compuso sus primeras canciones con las que participaba, en donde ganó sus primeros concursos de canto. Estudió Ingeniería en Sistemas Electrónicos en el CETYS Universidad en su natal Tijuana. En 2002, a la edad de 18 años, hizo casting para entrar al concurso La Academia, el reality show musical de la cadena TV Azteca, al cual ingresó como alumna al cantar I Will Always Love You de Whitney Houston.

## Trayectoria

### La Academia
Saltó a la fama después de ser egresada del reality show musical mexicano La Academia de TV Azteca. El 30 de junio de 2002, fue la primera aparición de Laura en el programa, formando parte de la Primera Generación, en donde también egresaron compañeros como María Inés, Myriam, Toñita, Yahir y Víctor, entre otros.
Interpretó diferentes géneros musicales durante los conciertos que participó en dicho programa, cantando temas de Céline Dion, Mariah Carey, Christina Aguilera, Shakira, Mónica Naranjo, entre otras, recibiendo críticas favorables por parte de los críticos. Se convirtió en la 4.ª exalumna al ser expulsada por primera vez en el concierto 5. En el concierto 15, se realiza un segundo concierto de exalumnos mediante el cual logró regresar al programa, aunque salió una semana después colocándose en el lugar número 9 de los 14 participantes de la generación.
Después de participar en La Academia, grabó 5 temas en el género pop bajo el sello Azteca Music, para lo que iba a ser su primera producción discográfica la cual no se concretó debido a diversos conflictos. En 2003, fue una candidata para ser la nueva vocalista del Grupo Límite y para protagonizar una telenovela venezolana.

### Gira La Academia
En 2003, al finalizar La Academia, participó en una gira con más de 60 fechas con presentaciones en toda la República Mexicana, Estados Unidos (Los Ángeles, Las Vegas, Reno (Nevada), Houston y San José) así como Centroamérica, visitando lugares de gran importancia como el Auditorio Nacional (7 fechas), Universal Amphitheatre (5 fechas) y el Zócalo capitalino. Cabe destacar que junto a sus compañeros, recibió Disco de Diamante por más de un millón y medio de copias vendidas de los materiales discográficos que salieron semanalmente a la venta, durante su participación en el reality.

### Desafío de estrellas
Tras su participación en La Academia, fue seleccionada dentro de los 22 exalumnos de las dos primeras generaciones del programa, los cuales reunía el reality show Desafío de estrellas, en 2003. Durante los primeros conciertos logró mayor aceptación del público. A tres semanas de la final del programa y siendo la única artista sin un contrato discográfico, fue expulsada y se colocó en el noveno lugar de la competencia.

### Homenaje a
Tras el éxito y terminación de Desafío de estrellas, se inició el concurso Homenaje a, un programa en el cual se interpretaban temas de compositores o cantantes del medio artístico para rendirles tributo. El 24 de agosto de 2003, en el Homenaje a grandes intérpretes, obtuvo como premio $100,000 M. N. al hacerse ganadora de la emisión cantando el tema Conga, autoría de Gloria Estefan.

### Segunda oportunidad
En 2010, participó en el programa dominical de canto de TV Azteca llamado Segunda oportunidad, siendo capitana del Equipo Azul Turquesa, en el cual volvió a destacar por dar muestra de su capacidad vocal, logrando obtener el segundo lugar en la gran final del programa.

### ReencuentroPrimera Generación 10 años
A 10 años de haber iniciado su carrera artística, se reunió con 10 de sus compañeros de generación del reality. Bajo el concepto de Primera Generación, donde dieron promoción al sencillo Ten fe, el tema de dicho reencuentro, compuesto por la misma Laura Caro junto con Wendolee. La reunión del reencuentro contó con varias fechas programadas en México, esta gira fue alternada con su propio espectáculo musical Monsieur Mademoiselle para festejar sus 10 años de que se diera a conocer artísticamente.

### Here Comes the Devil
En 2012, incursionó por primera vez en el séptimo arte, dando vida al personaje de Sol en el filme Here Comes the Devil, al cual dio promoción en Estados Unidos y Canadá. Bajo la dirección de Adrián García Bogliano realizó la filmación de dicha película dentro del género cine de terror, y en el Fantastic Fest (Austin, Texas) se hizo acreedora al premio de Mejor actriz. Así mismo, Caro junto con García Bogliano y el resto de los protagonistas del filme, dieron promoción a la película en los festivales de cine, visitando el Raindance Film Festival en Londres (Inglaterra), el TIFF Internacional Film Festival en Toronto (Canadá) París (Francia) y Estocolmo (Suecia) en sus respectivos estrenos.

### Blue Gardenia
En diciembre de 2012, comenzó en su natal Tijuana y en la región noroeste de México, el espectáculo llamado Blue Gardenia, de la mano del pianista Roberto Salomón, reversionando los temas Júrame de María Grever y At Last de Etta James. Ambos artistas crearon dicho espectáculo musical de jazz, con canciones clásicas del género. Desde ese tiempo adoptó el estilo musical del género jazz, cantando en idioma francés con influencias de Édith Piaf, Ertha Kitt, Ella Fitzgerald, Nina Simone, Billie Holliday entre otros.
En 2013, formó parte de una gira estatal en el séptimo Festival de Jazz Chinto Mendoza". Llegando a diferentes públicos y contagiando a los presentes de su talento. También formó parte del elenco musical del espectáculo Canciones de Almodóvar del mismo Salomón. El nombre de este espectáculo musical surgió de una canción francesa dentro del setlist de Blue Gardenia. La puesta en escena de este espectáculo consiste de un concierto de jazz en donde predomina un repertorio de canciones en francés e inglés. Con temas de cantantes favoritas de la misma Laura: Édith Piaf, Eartha Kitt, Etta James, Aretha Franklin, entre otras, a las cuales les rinde tributo. Desde el mismo año, ha sido invitada por los países de Alemania, Suiza y Austria para realizar una gira musical y cantar en Europa.

### Temas inéditos
Empezó a trabajar en su tercer álbum de estudio, después de su participación en Segunda oportunidad en 2010, donde grabó el sencillo promocional A corazón abierto. Caro informó mediante su cuenta de Twitter que se encontraba escribiendo nuevo material para el álbum. Conflictos con su casa discográfica y madurez personal retrasaron el lanzamiento. En 2013, la tijuanense publicó dichos temas inéditos de su autoría en su cuenta oficial de SoundCloud. Con anterioridad había realizado el estreno de «La excusa», «Sola», «Las huellas de tu amor», «Esa soy yo», «No», «Dime», entre otros, en una presentación estilo showcase en El Bataclán de La Condesa en Ciudad de México y durante un concierto nombrado Íntima.
Simultáneamente a su espectáculo Blue Gardenia, junto al pianista Roberto Salomón, ambos anunciaron estar en preproducción del tercer material discográfico de la tijuanense.

### La voz México(2016)
Participó en el programa de canto La voz México, de Televisa, en su quinta temporada, en donde audicionó con el tema Chasing Pavements, original de Adele y fue el entrenador J Balvin el único que giró su silla para sumarla a su equipo. La noche del 19 de junio durante la etapa de Las batallas, interpretó el tema Don't Leave Me This Way, original de Thelma Houston, a dueto contra Yuliana Martínez, por la dinámica del programa perdió la batalla y posteriormente fue «robada» por Gloria Trevi para pertenecer a su equipo. Semanas después, interpretó No se murió el amor de Mijares pero fue eliminada por Gloria Trevi de la competencia, dando por terminada la participación de la cantante en el programa.

### Que te vaya bien
A finales de 2015, presentó una nueva propuesta musical mediante una plataforma virtual de aportaciones económicas y fondeos para su financiamiento. El proyecto consistía en grabar canciones inéditas de su autoría en colaboración con otros compositores mexicanos. A inicios de 2016 se contempló el lanzamiento del primer sencillo que se desprendía de este EP. Finalmente, realizó la presentación del sencillo «Que te vaya bien».

### ReencuentroPrimera Generación 15 años
Para festejar 15 años de carrera, la cantante tijuanense se reunió nuevamente con sus compañeros del reality show que la dio a conocer, Primera Generación. Dicho festejo contempló una gira de conciertos por toda la República Mexicana al igual que lo hiciera en aquel 2002, dando inicio en el Auditorio Nacional en el mes de agosto del año 2017. Durante este reencuentro con 11 de sus excompañeros de generación, promocionó el sencillo «Inseparables» más el lanzamiento del videoclip del tema.

## Discografía

### Libélula
Artículo Principal: Libélula
Tras finalizar un contrato con TV Azteca para grabar cinco discos, el cual no se concretó, grabó su primer disco de manera independiente, el material discográfico llamado Libélula en 2007.
El álbum Libélula contiene estilos de sonidos que van desde el rock hasta el power ballad. Con influencias de Green Day, Janis Joplin, Alejandra Guzmán, Maroon5, Whitney Houston, entre otros, el nombre de Libélula fue utilizado como el surgimiento de la madurez emocional, tras 5 años de espera. Fue producido en San Diego, California por Henry Gutiérrez y Andrés Peláez (productores de Reik, Reyli Barba y Shaila Dúrcal), con la dirección artística de Alex Enamorado. Grabado en los estudios 1951 Recording Studios, San Diego, y masterizado en 440 Mastering en Madrid, España.

### Grandes éxitos
Artículo Principal: Grandes éxitos
En agosto de 2008, terminó la grabación de un segundo álbum de estudio que contiene covers de cantantes que ella dice son su inspiración y de artistas tales como Manuel Mijares, Emmanuel, Yuri, María Conchita Alonso y Camilo Sesto.
El material fue lanzado a su venta el 15 de junio de 2009 a nivel nacional, con el nombre de Grandes Éxitos, no precisamente por contener éxitos de ella misma, sino por ser grandes éxitos conocidos por el público en voces de diferentes cantantes. La intérprete realizó la grabación de estos temas con arreglos estilo rock, mucha instrumentación y guitarras eléctricas, dentro de los cuales incluye dos temas de su autoría. El material discográfico fue producido bajo el sello independiente de Producciones 2000.

### Tercer álbum de estudio (cancelado)
En 2017, visitó el estudio para la grabación de varios temas en inglés, entre los que destacaron Brand New Me y Touch the Fire con la producción y la autoría de la intérprete Tanya White, también llamada Freckles "TheWriter" quien también ha trabajado con Seal, Janet Jackson, Céline Dion y New Kids on the Block. Dicho álbum de estudio terminó cancelado.

## Filmografía

### Cine
- Here Comes the Devil (2013) - Protagonista

### Televisión
- La Academia (2002) - Participante (9.° lugar)
- Desafío de estrellas (2003) - Participante (8.° lugar)
- Homenaje a (2003) - Concursante (Ganadora)
- Detrás de La Academia 3.ª Generación (2004) - Presentadora
- Detrás de los famosos (2005) - Presentadora
- Cante y gane (2005) - Presentadora (Azteca América)
- Detrás de La Academia USA (2005) - Presentadora
- Mañana Azteca (2006) - Presentadora
- Segunda oportunidad (2010) - Participante (2.° lugar)
- La voz México (2016) - Participante / semifinalista
- La Academia 20 años (2022) - Invitada musical

## Controversia
Durante su participación en el reality La Academia Caro mantuvo un pequeño romance con Víctor García, con quien vivió un momento incómodo de la participante, donde Laura se metió a escuchar música al cuarto de Víctor cuando en el programa no era permitido este tipo de acciones, ya que sólo había cuartos para hombres y mujeres, no mixtos.
Debido a este percance, en varias presentaciones de la primera generación fuera abucheada por los asistentes, además el apoyo otorgado de Azteca Music nunca se formalizó por este motivo.
En un especial transmitido de La Academia en 2024, la cantante mencionó lo siguiente:

«“Me costó la permanencia en La Academia, me costó que la gente me tomara en serio como cantante porque se convirtió en algo más grande. Me enamoré en su momento, no lo voy a negar. A lo mejor, puede ser.”»
Laura Caro

Ensaltando su molestia por no sobresalir adecuadamente como cantante, menciona todo lo que vivió en los primeros años:

«"Me costó muchos años, muchos... y mucho llanto, mucho y muchas muchas cosas de mi persona como mujer, de perderme en mi también otra vez, a lo mejor yo no perdí el piso pero me perdí a mí en todo ese tomulto de cosas y todos esos ataques que había por un error que cometí, hasta eso ni fue tan grave ¿no? por que ha habido otras cosas peores en televisión y escucho otras canciones donde los niños de 4 o 5 años están cantando o bailando cosas que dices ¿neta? y a mi me cruzificaron por escuchar música a todo nivel."»
Laura Caro

## Otros proyectos

### Conducción
De 2004 a 2005, participó como presentadora en programas de Azteca América en Los Ángeles, programas como Detrás de La Academia, Tercera Generación donde estrenó el sencillo de género hip-hop Dance Everybody; condujo Detrás de los famosos acompañada de Wendolee, quien también fuera participante de La Academia; y Cante y gane. A finales de 2005 conduce Detrás de La Academia USA junto con Rykardo Hernández. Originalmente, Laura fue a Los Ángeles, ya que allá firmaría el contrato con una disquera para ser lanzada de manera internacional en Estados Unidos. A principios de 2006, fue conductora del programa de revista local Mañana Azteca en el canal estatal de TV Azteca Tijuana, donde produjo su disco Libélula.

### Modelaje
Ha sido imagen para varias marcas locales, ha aparecido en revistas y en publicidad televisiva. Así mismo ha participado en las pasarelas de inauguración de marcas de ropa.

### Filantropía
No posee un contrato discográfico, por lo cual la mayoría de las presentaciones que realiza son a beneficio de obras de caridad, altruismo, fundaciones. Es una contribuyente importante en los movimientos a favor del cáncer y el sida en su natal Baja California. Asimismo, durante el sismo del 19 de septiembre de 2017 en la Ciudad de México fue una colaboradora activa durante las tareas de rescate y de recolección de vivires para los damnificados.

## Vida privada
En el año 2020 tuvo a su primera hija llamada Gianna, en abril de 2021 tuvo a su segunda hija de nombre Isabella.